# Зеленодільське
Зеленодільське — село (до 2010 — селище) в Україні, в Антрацитівській міській громаді Ровеньківського району Луганської області. Населення становить 226 осіб. Орган місцевого самоврядування — Червонополянська сільська рада.

## Географії
Село Зеленодільське розташоване на річці Велика Кам'янка (притока Сіверського Дінця). Сусідні населені пункти: села Ребрикове (нижче за течією Великої Кам'янки) на сході, Македонівка та Шовкова Протока на північному сході, Оріхівка та селище Лісне на півночі, Червона Поляна, Круглик та Новобулахівка на північному заході, селища Ковпакове (вище за течією Великої Кам'янки), Козаківка, Лісне на заході, село Зелений Курган, смт Щотове, Кам'яне на південному заході, Ясенівський, села Залізничне, Лобівські Копальні на півдні, Картушине, Мечетка, Вербівка, селище Новоукраїнка на південному сході.

## Історія
Засноване 1785 року як село Щотове. З 1957 року — селище Зеленодільське. 29 травня 2010 року отримало статус села.

## Населення
За даними перепису 2001 року населення села становило 226 осіб, з них 71,68% зазначили рідною українську мову, а 28,32% — російську.

### Мова
Розподіл населення за рідною мовою за даними перепису 2001 року:
| Мова       | Кількість | Відсоток |
| ---------- | --------- | -------- |
| українська | 162       | 71.68%   |
| російська  | 64        | 28.32%   |
| Усього     | 226       | 100%     |